# 梅登 (北卡羅萊納州)
梅登（英語：Maiden）是一個位於美國北卡羅萊納州卡托巴縣及林肯縣的城鎮。

## 人口
根據2020年美國人口普查的數據，梅登的面積為16.20平方千米，當中陸地面積為16.03平方千米，而水域面積為0.17平方千米。當地共有人口3736人，而人口密度為每平方千米231人。